# Цвиткис, Вера Руслановна
Ве́ра Русла́новна Цви́ткис (4 августа 1973, Пермь) — российская актриса театра.
Заместитель директора по связям с общественностью Коляда-театра, обозреватель «Театральной газеты» (г. Екатеринбург).

## Биография
Родилась 4 августа 1973 года в Перми.
 В 1994 году окончила Пермский государственный институт культуры (ПГИК) — актёрское мастерство, режиссура (мастера: Геннадий Анисимович и Галина Сергеевна Фомины).
С 1994 г. по 2000 г. — актриса Лысьвенского муниципального театра драмы.
Так же работала в Екатеринбургском театре кукол.
С 2004 года — в штате Коляда-театра, где у неё множество ярких ролей, от трагических до уморительно-смешных.
 
Об эксцентричной Клариче Веры Цвиткис из «Слуги двух господ» писали:

…классической возлюбленной повезло, что её играла клоунесса.
 Клариче у нее капризная, корчащая отвратительные рожи, желающая, кажется, запугать обоих женихов. Но внешность в сочетании с голубым, почти кукольным платьем и светлыми кудряшками даёт сумасшедший эффект.
— Наталья Сажина, журнал «Театрон» 2013
Актриса — автор инсценировки по роману Стивена Кинга «Долорес Клейборн» и исполнительница в одноимённом моноспектакле-долгожителе (2006) — в 2017 году участвовала с ним в 10-м Московском Международном фестивале «Solo».
С 2015 года сотрудничает с Центром современной драматургии, где участвует в спектаклях и читках.
 Вера Цвиткис живёт и работает в Екатеринбурге.
Семья: замужем, воспитывает дочь.

## Творчество

### Роли в Лысьвенском театре драмы
- Великий Лягушонок (Л. Устинова) — Лягушонок
- Восемь любящих женщин (Р. Тома) — Катрин
- Всё так просто, господа (Т. Муллера) — Бобо
- Гамлет (У. Шекспира) — актёр
- Жук Жак и его подарки (В. Зимина) — Крошка
- Замок Броуди (А. Кронина) — Сьюзи
- Звезда над крышей (Т. Долговой) — Она
- Золотое перо (С. Прокофьева, И. Токмаковой) — Кот Филимон
- Зойкина квартира (М. Булгакова) — Лизанька
- Именины на костылях (С. Лобозёрова) — Таня
- Ищи ветра в поле (В. Лившица) — Огурец
- На бойком месте (А. Островского) — Гришка
- Недоросль (Д. Фонвизина) — Палашка
- Недотрога (Л. Устинова) — Дзинь
- Пиковая дама (А. Пушкина) — Лизавета Ивановна
- Прощание славянки (В. Винниченко) — Надя
- Свадьба (А. Чехова) — Дашенька
- Семейная драма (А. Яковлева) — Наталья Величкина
- Три поросёнка (С. Михалкова) — Ниф-Ниф

### Роли в Коляда-театре
- «Кармен жива!» — Наташа
- «Золушка» — Матильда
- «Мадам Роза» — Соседка
- «Старик Хоттабыч» — Женя Богорад
- «Русские сказки» — колобок, Маша
- «Ревизор» — Авдотья
- «Тутанхамон» — Ася
- «Землемер» — Антонина
- «Старая зайчиха» — зайцы, негры…
- «Букет» — Аня
- «Золотой Ключик» — Пьеро
- «Долорес Клейборн» (моноспектакль)
- «Гамлет» — Артистка
- «Курица» — Диана Раскольникова
- «Морозко» — Акулина, Кикимора
- «Два плюс два»/«КЛИН-ОБОЗ» — Ирина
- «Король Лир» — Регана
- «Безымянная звезда» — ученица
- «Финист ясный сокол» — Людмилка, Кикимора
- «Группа ликования» — Лидия Дешёвых
- «Вишнёвый сад» — Дуняша
- «Трамвай „Желание“» — проститутка
- «Баба Шанель» — Ираида Семёновна, Нина Андреевна
- «Маскарад» — Хозяйка
- «Концлагеристы» — Существо
- «Скрипка, бубен и утюг» — Тамада
- «Ричард III» — Герцогиня Йоркская
- «Пусть Хрустальный» — Татьяна Петровна
- «Клуб брошенных жён» — Раиса Сергеевна
- «Фальшивый купон» — Горничная
- «Дыроватый камень» — Лариса Сергеевна
- «Пиковая дама» — Графиня
- «Клещ» — Мария
- «Двенадцать стульев» — Мадам Петухова
- «Иван Фёдорович Шпонька и его тётушка» — Гапка
- «Змея золотая» — Тётя Люба
- «Горе от ума» — Княгиня
- «У вас всё хорошо?» — Третья
- «Затмение» — Вторая

### Роли в ЦСД
- «Как Зоя гусей кормила» (С. Баженовой) — Уборщица, НЕслучайный персонаж

## Фильмография
- 2012 — 29 километр — Марина, реж. Леонид Андронов
- 2014 — озвучивание анимационного фильма[7].
- 2019 — Последняя «Милая Болгария» — нянька, реж. Алексей Федорченко

## Награды
- 2011 — «Лучший дуэт в драматическом театр» на фестивале «Браво!» — 2010 — Ирина Ермолова и Вера Цвиткис в спектакле «Два плюс два» «Коляда-Театра»[8],[9].